# Паталаха Євген Іванович
Євге́н Іва́нович Патала́ха (9 травня 1933, Ровеньки — 31 березня 2006, Київ) — науковець, доктор геолого-мінералогічних наук (1971), професор (1988), член-кореспондент АН Казахської РСР (1988), член-кореспондент НАН України (2000), лауреат Державної премії СРСР (1985).

## Життєпис
Народився 9 травня 1933 року в місті Ровеньки (Луганська область) у родині службовців.
1956 року закінчив з відзнакою Новочеркаський політехнічний інститут за спеціальністю «геологія і розвідка корисних копалин», учителем був професор Пек Арнольд Вільгельмович.
У 1960—1992 роках працював в Інституті геологічних наук АН Казахстану, у 1960-1992 роках — завідувач лабораторії структурно-тектонічного аналізу, з 1974 року — заступник директора.
1992 року повертається в Україну; з 1993 року — головний науковий співробітник, від 1999 — завідувач Відділу проблем геології моря та осадочного рудоутворення ДНУ «Центр проблем морської геології, геоекології та осадового рудоутворення НАН України».
Наукові дослідження стосувалися загальної, регіональної та генетичної тектоніки.
Розвинув метод тектонофаціального аналізу — для прогнозування та пошуків корисних копалин. Здійснив розвідування низки родовищ радіоактивної сировини.
Лауреат Державної премії України в галузі науки і техніки (2005) — за цикл наукових праць «Розв'язання проблем раціонального природокористування методами аерокосмічного зондування Землі та моделювання геодинамічних процесів», співавтори Греков Леонід Дмитрович, Довгий Станіслав Олексійович, Коротаєв Геннадій Костянтинович, Мотижев Сергій Володимирович, Попов Михайло Олексійович, Рокитянський Ігор Іванович, Сахацький Олексій Ілліч, Трофимчук Олександр Миколайович, Федоровський Олександр Дмитрович.
Серед робіт: «Геологія та корисні копалини Світового океану», 2006.
Його перу належать до 500 наукових публікацій, з них 20 — монографії.
Як педагог підготував до 30 докторів і кандидатів наук.
Помер 31 березня 2006 року у Києві.

## Родина
Дружина — Паталаха Галина Борисівна (нар. 10 лютого 1933) — геолог. Доктор геолого-мінералогічних наук.